# Uzgon
Statički uzgon (oznaka Fu) je sila kojom fluid (tekućina ili plin) djeluje na uronjeno fizikalno tijelo suprotno smjeru gravitacije: 
{\displaystyle F_{u}=\rho \cdot g\cdot V},
ovisi o obujmu (volumenu) tijela V, gustoći fluida u koji je tijelo uronjeno ρ i gravitacijskom ubrzanju g. 
Na tijelo uronjeno u fluid djeluje hidrostatski tlak jednak u svim smjerovima: 
{\displaystyle p_{H}=\rho \cdot g\cdot h}
gdje je: ρ - gustoća tekućine, g - ubrzanje sile teže, h - visina stupca tekućine (fluida).
Sile koje na uronjeno tijelo djeluju bočno se poništavaju, sile koje na tijelo djeluju prema dolje manje su od sila koje djeluju prema gore zbog većeg hidrostatskog tlaka na većoj dubini, a rezultantna sila prema gore je uzgon.
Arhimedov zakon nazvan je po Arhimedu iz Sirakuze koji je prvi otkrio ovaj zakon, a glasi: Tijelo uronjeno u tekućinu lakše je za težinu istisnute tekućine.
Dinamički uzgon (oznaka Fz) je sila koja djeluje na površinu tijela što se giba u plinu ili tekućini (fluid), a usmjerena je okomito na smjer neporemećenog strujanja prije susreta s tijelom.
{\displaystyle F_{z}={\frac {\rho \cdot v^{2}\cdot c_{z}}{2}}\cdot S}
gdje je {\displaystyle \mathbf {} \rho } gustoća fluida (tekućine ili plina),  {\displaystyle \mathbf {} v} brzina kretanja tijela kroz fluid, {\displaystyle \mathbf {} c_{z}} koeficijent uzgona (ovisi o obliku i položaju tijela), i {\displaystyle \mathbf {} S} je karakteristična površina tijela (izbor površine se radi prije određivanja koeficijenta uzgona, jer utječe na njega).
Postavi li se ploča pod kutom (manjim od 90°) prema smjeru strujanja zraka (ili, što je isto, ako se ploča giba nagnuta pod kutom prema svojemu smjeru gibanja kroza zrak), tada zbog nesimetrije silâ, koje djeluju s obiju strana ploče, na ploču djeluje sila kojoj se hvatište ne nalazi u geometrijskom središtu ploče. Giba li se ploča vodoravno, lagano uzdignutog prednjeg kraja, dinamički uzgon tjera ju uvis. Dinamički uzgon omogućava let zrakoplova, odnosno općenito let tijela gušćih od zraka.

## Pojednostavljeni matematički model statičkog uzgona
Da bi izveli jednadžbu za veličinu sile uzgona, zamislimo da je u neku posudu s tekućinom stavljeno tijelo oblika kocke stranice {\displaystyle \mathbf {} a}, te da je to tijelo tako usmjereno da je jedna njegova ploha paralelna s dnom posude. Kocka je omeđena sa šest ploha i hidrostatski tlak u tekućini djeluje na svaku od njih. Pritisci na četirima okomitim plohama se međusobno poništavaju, s obzirom na to da se sve četiri nalaze na istoj dubini i svaka od njih ima plohu nasuprot sebi na koju djeluje isti srednji pritisak. Stvar je drugačija s dvama vodoravnim plohama; gornja ploha se nalazi na nekoj dubini {\displaystyle \mathbf {} h}, a donja ploha se nalazi na dubini {\displaystyle \mathbf {} h+a}. Iz toga slijedi da na gornju plohu prema dolje djeluje hidrostatski pritisak
{\displaystyle p_{g}=\rho \cdot g\cdot h}
gdje je {\displaystyle \mathbf {} \rho } gustoća tekućine, a  {\displaystyle \mathbf {} g} je jakost gravitacijskog polja, to jest ubrzanje sile teže.
Na donju plohu prema gore djeluje hidrostatski tlak:
{\displaystyle p_{d}=\rho \cdot g\cdot (h+a)}
Rezultantna sila na tijelo proizlazi iz razlike tih dvaju tlakova:
{\displaystyle \mathbf {} F_{u}=A\cdot (\rho \cdot g\cdot h-\rho \cdot g\cdot h-\rho \cdot g\cdot a)=A\cdot \rho \cdot g\cdot a=\rho \cdot g\cdot V}
gdje je {\displaystyle \mathbf {} A} površina plohe kocke, a {\displaystyle \mathbf {} V} obujam kocke.
Silu {\displaystyle \mathbf {} F_{u}=\rho \cdot g\cdot V} zovemo uzgon i ta sila u gravitacijskom polju Zemlje uvijek djeluje prema gore, odnosno u općem slučaju, djeluje u smjeru suprotnom od volumenske sile polja u kojem se nalaze tekućina i uronjeno tijelo. Kako je vidljivo iz jednadžbe, intenzitet te sile je zapravo jednak težini tekućine koju je uronjeno tijelo istisnulo, a to ovisi samo o volumenu tijela, ne i o njegovom obliku što je otkrio još Arhimed i danas to njegovo otkriće zovemo Arhimedov zakon.
Ako je gustoća uronjenog tijela veća od gustoće tekućine, {\displaystyle \mathbf {} \rho _{t}>\rho }, tada će tijelo tonuti jer je težina tijela veća od uzgona. Ako su gostoće jednake, {\displaystyle \mathbf {} \rho _{t}=\rho }, tada će tijelo mirno lebdjeti u tekućini, a ako je gustoća manja, {\displaystyle \mathbf {} \rho _{t}<\rho }, tada će tijelo isplivati na površinu i ostati uronjeno samo do one dubine na kojoj se uravnotežuju težina tijela i uzgon.
Dopunske napomene za potpunije razumijevanje:
- u bestežinskom stanju nema uzgona jer nema ni hidrostatskog tlaka.
- uzgon će se javljati i u smjeru suprotnom od inercijalnih sila, na primjer ako tijelo u tekućini rotira zajedno s tekućinom oko neke osi javit će se centrifugalni uzgon.

## Uzgon u zraku i drugim plinovima
Arhimedov zakon ne vrijedi samo za tekućine, nego i za plinove. Svako fizikalno tijelo u zraku, odnosno u plinu, izgubi toliko na težini koliko je težak istisnuti zrak, odnosno plin. Arhimedov zakon za plinove glasi: "Svako tijelo u zraku ili u bilo kojem plinu postaje za onoliko lakše koliko važe istisnuti zrak, odnosno plin". Uzgon u zraku dolazi do izražaja kod tijela koja su razmjerno lagana obzirom na svoj obujam (volumen). Tako na primjer tijelo obujma 1 m3 dobiva uzgon od 12,93 N (tijelo težine 1,293 kilograma i obujma 1 m3 bi lebdilo u zraku), jer je tolika težina[nedostaje izvor] 1 m3 istisnutog zraka. Ako je težina tog tijela manja od uzgona, tijelo će se dizati. U većim visinama, gdje je zrak rjeđi, uzgon je manji zbog manje gustoće zraka.
Baloni i zračni brodovi (dirižabli) zovu se zajedničkim imenom aerostati. Njihovo se dizanje osniva na uzgonu u zraku. Baloni se grade od platna presvučenog kaučukom (ili nekim modernijim sintetskim materijalom), a ispunjeni su lakšim plinom od zraka. Obično su punjeni vodikom koji je 14 puta lakši od zraka, ali mu je nedostatak što je lako upaljiv. Zato se baloni po mogućnosti pune helijem koji nije zapaljiv. Balon je otvoren prema dolje da suvišak plina može izaći ako unutarnji tlak plina veći od vanjskog tlaka (atmosferski tlak), jer bi inače balon mogao prsnuti. Preko lopte prebačena je mreža užeta na kojima visi gondola za smještaj ljudi i tereta. Uzmemo li da je težina mreže, gondole i tereta G, a težina plina u balonu ρp ∙ V ∙ g, gdje je V - volumen balona, ρp - gustoća plina, a g - ubrzanje zemljine sile teže (oko 9,81 m/s2), onda je cjelokupna težina balona Gu:
{\displaystyle G_{u}=G+\rho _{p}\cdot V\cdot g}
Ako je gustoća zraka ρz, onda je uzgon balona ρz ∙ V ∙ g, to jest jednak je težini istisnutog zraka. Balon će se dizati ako mu je cjelokupna težina manja od uzgona, to jest ako je:
{\displaystyle G+\rho _{p}\cdot V\cdot g<\rho _{z}\cdot V\cdot g}
pa će sila koja će balon dizati uvis biti:
{\displaystyle F=\rho _{z}\cdot V\cdot g-(G+\rho _{p}\cdot V\cdot g)}
ili pojednostavljeno:
{\displaystyle F=V\cdot g\cdot (\rho _{z}-\rho _{p})-G}
pa se F naziva pogonska sila balona ili zračnog broda.

## Stabilnost broda
Stabilnost broda ili stabilitet broda svojstvo je broda da održava uspravan položaj u svim okolnostima plovidbe. Zbog različitih uzroka brod se u plovidbi ili na vezu nagiba oko neke osi. Najosjetljivije je nagibanje broda oko uzdužne osi, jer brod najviše izlaže pogibelji od prevrtanja. Moment statičke stabilnosti suprotstavlja se nagibanju, a čine ga spreg sila: uzgon, sila koja se zbog oblika trupa pomiče i uspravlja brod, i težina, sila koja naginje brod. Početna statička stabilnost za manje nagibe veća je što je veća takozvana metacentarska visina, a težište broda niže. Metacentarska visina ovisi o obliku trupa broda i čini točku u kojoj smjer sile uzgona presijeca uzdužnu simetralnu ravninu brodskoga trupa. Dinamička je stabilnost broda rad momenta statičke stabilnosti do nagiba broda, do kojega dolazi kada se izjednači rad momenta statičke stabilnosti i momenta nagibanja broda pod dinamičkim djelovanjem vanjskih sila.